# Jama (Argentina)
Jama es una localidad argentina, ubicada en la Provincia de Jujuy en el límite con Chile, con el que se encuentra conectada por el Paso de Jama. A 4200 m s. n. m. y en un clima desértico, recibe gran tráfico por el paso internacional que vincula casi sin interrupciones todo el año con San Pedro de Atacama.Cuenta con unos 150 habitantes, un servicio de emergencias médicas, estación de servicio y algunas habitaciones para pernocte. La Ruta Nacional 52 la vincula con Chile y en la Argentina con Susques y Purmamarca.
Administrativamente depende del municipio de Coranzulí, en el departamento de Susques.